# Кловський палац
Кло́вський пала́ц — пам'ятка архітектури національного значення XVIII століття у Києві. Споруджений у 1756 році для розміщення почесних гостей Києво-Печерської лаври. Назва походить від місцевості Клов, де розташований палац.

## Історія
В останній чверті XI століття (точна дата невідома) в місцевості Клов колишнім ігуменом Києво-Печерської лаври Стефаном був заснований Кловський монастир. Пізніше Стефан був обраний єпископом Володимиро-Волинським, а монастир та навколишні землі передав Лаврі. На початку XVIII століття тут було одне з так званих «задвір'їв» Лаврської друкарні, що виконувало господарчі функції: тут стояло кілька дерев'яних будівель і дерев'яна церква Покладення Ризи Пресвятої Богородиці. 1737 року архімандритом Лаври став Іларіон Негрембецький, який привласнив Клов та використовував його як літню дачу. Проте через кілька років, коли у 1740 році Іларіон помер, Кловське задвір'я знову відійшло під управління Лаврської друкарні.

### Будівництво
У лютому 1753 року Києво-Печерська лавра уклала угоду з петербурзьким архітектором Петром Неєловим щодо спорудження та реконструкції низки будівель у різних місцевостях Києва, що належали Лаврі, зокрема, на Клові. До цього П. Неєлов розробив у 1752 році проєкт цегляного двоповерхового палацу, який мав постати на Клові замість старої дерев'яної споруди.
М. Закревський у своїй праці «Літопис і опис міста Києва» вказує автором проєкту Йогана Шеделя, втім, це не підтверджується історичними документами. 1747 року Й. Шедель вийшов у відставку, мешкав у передмісті Києва Деміївці, де і помер 10 лютого 1752 року.
У 1753—1754 роках було зведено начорно лише перший поверх майбутнього палацу. П. Неєлов не міг повноцінно керувати будівництвом, адже входив до команди архітекторів Царського палацу (сучасний Маріїнський палац), а в лютому 1756 року взагалі повернувся до Санкт-Петербургу. Тому 13 червня 1755 року Києво-Печерська Лавра укладає контракт зі своїм підданим, майстром Степаном Ковніром. У вересні того ж року С. Ковнір завершив зведення другого поверху палацу. У 1756—1760 роках проводилися внутрішні роботи над інтер'єрами за участю народних майстрів. 1757 року Лавра уклала угоду з малярем та золотарем Венедіктом Фрідріхом на низку робіт, зокрема, розпис плафону у великій залі Кловського палацу. Для розписів на полотні Лавра у 1760 році виняйняла Кіндрата Андреєва, іконописця з містечка Сорокошичі на Чернігівщині, проте у документах початку 1761 року виявляється, що іконописець п'є на робочому місці і виконав лише частину обумовлених робіт. Невідомо, коли майстер закінчив свою роботу і чи закінчив взагалі. Також над інтер'єрами Кловського палацу працювали кахельних справ майстри Петро Баранов і Семен Родін з Ново-Печерського Чолнського монастиря. 1758 року неподалік палацу для господарських потреб васильківські теслі Іван Потребнячко, Павло Бухало та Степан Березаня поставили вітряний млин, у 1760 році в садибі влаштовано колодязь.
Документального свідоцтва про точний рік завершення будівництва немає, проте хід виконання будівельних і опоряджувальних робіт свідчить про 1761 рік.

### Кловський сад
Одночасно з будівництвом почалося впорядкування садиби. 1754 року садовий майстер Василь Скобєєв, який працював над створенням парку при Царському палаці, склав проєкт регулярного парку і при Кловському палаці. Того ж року проєкт було затверджено, проте з невідомих причин роботи почалися тільки у вересні 1755 року. Було створено оранжерею, яка вже незабаром ділилася саджанцями апельсинів, мандаринів і лимонів із садом при Царському палаці. З вересня 1758 року над садом працював садовий майстер Йоганн Блех, який розгорнув активну діяльність, проте вже в липні 1759 його змінив чернігівський майстер Онуфрій Літоньовський (за іншими джерелами — Летопіовський). Останній почав активно висаджувати груші, яблуні, сливи, вишні, горіх, виноград тощо, за його звітом «у наявності було 2125 дерев». Щорічний контракт з Літоньовським продовжували двічі, проте коли майстер пішов, Кловський сад став поступово занепадати.

### Військовий шпиталь
Приблизно у 1764 році у Кловському палаці містилася Лаврська друкарня (за іншими джерелами — лише був проєкт перенесення друкарні на Клов, проте остаточного рішення не було прийнято). 1768 року почалася російсько-турецька війна, і в 1770 році в палаці був створений спочатку склад провіанту, а пізніше — військовий шпиталь. Тоді ж для передачі Кловського палацу Військовому шпиталю був створений перший з відомих описів палацу. 1776 року палац самовільно зайняла Українська кригс-комісаріатська комісія, яка завідувала матеріальним забезпеченням армії. 1784 року архімандрит Києво-Печерської лаври звернувся до генерал-губернатора графа Рум'янцева із проханням повернути Кловський палац Лаврі або змусити комісію, яка досі займала будинок, сплачувати Лаврі щорічну орендну плату. Проте це прохання не було задоволене, і в 1786 році Кловський палац остаточно відійшов до казни. За роки перебування в ньому військових установ було ліквідовано церкву Покладення Ризи Пресвятої Богородиці, церковне начиння передано до Козелецького Свято-Георгіївського монастиря.

### Перша чоловіча гімназія
У 1809 році в Києві було засновано чоловічу гімназію. Спочатку вона розташовувалася на Подолі, проте для неї планувалося будівництво спеціального приміщення в Кловському урочищі. В ті часи у Кловському палаці мешкав цивільний губернатор Петро Панкратьєв. Після його раптової смерті у 1810 році попечитель Віленського навчального округу князь Адам Чарторийський звернувся до міністра народної освіти графа Розумовського із проханням передачі Кловського палацу під гімназію. Це прохання було задоволене, і київський військовий губернатор М. Милорадович розпорядився передати палац маршалку Київської губернії Адаму Ржевуському для ремонту і перепланування. 29 липня 1810 року директор гімназії Яків Мишковський прийняв за описом приміщення Кловського палацу, проте було видно, що палац потребує значного ремонту, дерев'яні прилеглі будівлі були у напіврозваленому стані, а всередині палацу зовсім не було меблів. Крім того, деякий час точилися інтриги щодо повернення палацу у розпорядження цивільного губернатора, а гімназії — на Поділ. Врешті 26 вересня пройшло освячення приміщення гімназії і перші 40 гімназистів почали заняття.

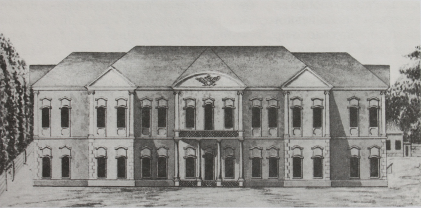
Кловський палац у 1836 р.

У 1811 році на Подолі сталася величезна пожежа, яка знищила майже все Нижнє місто. Коли пішли чутки про можливі підпали в інших районах міста, біженці з Подолу та мешканці Печерська влаштували на подвір'ї та в саду гімназії табір. Однак після Подільської пожежі прибічники «подільського» варіанту розміщення гімназії почали нові інтриги: спочатку висувалися пропозиції віддати Кловський палац під поштову контору, потім — розмістити в ньому черниць подільського Флорівського монастиря, а пізніше навіть ставили під сумнів право гімназії на володіння палацом і садом. Для припинення інтриг це право було підтверджене імператорською грамотою. 30 січня 1812 року відбулося урочисте відкриття Київської вищої гімназії (з 1828 року — Першої чоловічої).
Під час війни 1812 року в палаці тимчасово розташовувався військовий шпиталь та тюрма для військовополонених; 5 липня 1813 року Кловський палац було повернуто гімназії.
У 1833 році імператор Микола I затвердив статут Київського університету, тому міська управа мала призначити ділянку для зведення будівлі університету. Але Київський навчальний округ уже володів земельною ділянкою — Кловським палацом та землями навколо нього. Тому вийшло розпорядження міністерства, за яким округ віддавав частину своїх земель на Клові міській управі, а натомість отримував ділянку для будівництва університету. 1834 року на колишніх землях гімназії було прокладено низку вулиць, зокрема сучасну вулицю Пилипа Орлика.
У Київській гімназії в ті часи викладали М. Берлинський, М. Костомаров, навчалися майбутні міністр фінансів М. Бунге, історик М. Закревський, історик літератури М. Стороженко, художник М. Ге, літератор Василь Авсієнко, педагог В. Беренштам, дипломат Володимир Велецький, скульптор П. Забелло, актор Іполит Монахов, педагог О. Тулуб, історик Віталій Шульгін, директор Колегії Павла Ґалаґана І. Ничипоренко.
У 1857 році гімназію було переведено до нового, більш просторого будинку по сучасному бульварі Шевченка, 14. Того ж року в приміщенні палацу була влаштована 2-а Київська виставка сільських і ремісничих творів.

### Жіноче училище

Кловський палац у 1860-х роках

В 1858 році на Липках сталася велика пожежа, від якої значно постраждав Кловський палац. Від будівлі залишилися лише стіни, дахове залізо та трохи будівельного лісу. Палац тоді ще належав гімназії, його подальша доля була невизначена. У липні 1860 року до генерал-губернатора І. Васильчикова звернувся митрополит Ісидор з проханням повернути будівлю Кловського палацу у володіння духовного відомства, для влаштування тут церкви для липських парафіян, чиєю церквою була досить далека церква Спаса на Берестові. Міська рада підтримала це прохання, але проти виступив навчальний округ — його попечитель М. Пирогов мав намір влаштувати в Києві 3-ю чоловічу гімназію. Він у березні 1861 року звернувся до міністра народної освіти Є. Ковалевського з проханням про відкриття 3-ї гімназії у відновленому Кловському палаці, вартість реставрації якого, за підрахунками архітектора навчального округу П. Шлейфера, становила 42 тис. рублів. Міністр підтримав це прохання, проте духовне відомство, користуючись впливом обер-прокурора Синоду графа Олександра Толстого, домоглося свого, хоча й частково. 13 січня 1862 року імператор Олександр II ухвалив передати Кловський палац духовенству, проте не під церкву, а для влаштування жіночого училища.
Училище, де навчалися дівчата духовного звання, відкрилося у 1861 році і перебувало у тимчасовому приміщенні при Софійському соборі. 1863 року закінчився ремонт у Кловському палаці і училище переїхало туди. 22 вересня палац був освячений, тут було влаштовано училищну церкву Святих Жон-Мироносиць.

### Перебудови палацу

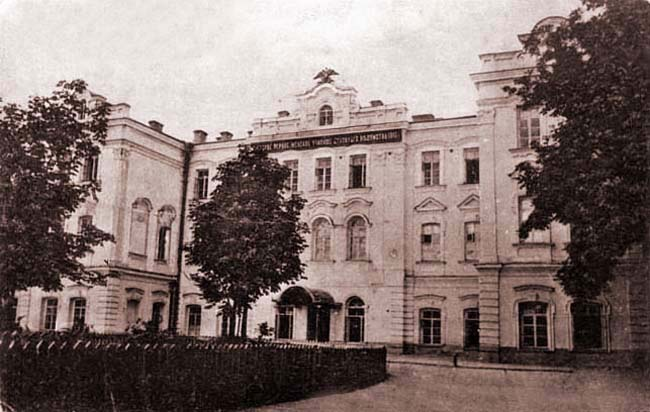
Кловський палац у 1901 році

У лютому 1864 року єпархіальний архітектор П. Спарро розробив проєкт перебудови і розширення Кловського палацу, проте проєкт визнали занадто дорогим. Після переробки і зниження кошторису проєкт знову було відхилено і передано на експертизу до Комітету зі спорудження Володимирського собору. Архітектор Олександр Беретті, який будував собор, запропонував свій варіант, який було погоджено, і влітку 1865 році почалися будівельні роботи. З західного фасаду до училища були прибудовані дві прибудови, внаслідок чого прямокутна до того будівля набула форми літери «П».
У вересні 1872 року архітектор Василь Дейнека підготував ще один проєкт перебудови палацу, за яким до лівого і правого боків головного фасаду прибудовувалися дві триповерхові прибудови, а посередині споруджувався третій поверх. Цей проєкт було втілено в життя у 1873—1875 та 1878 роках, але третій поверх був заввишки лише 3,5 аршини (2,45 м).
У 1897 році замість дерев'яних сходів були споруджені кам'яні. 1900 року єпархіальний архітектор Є. Єрмаков прибудував до північного крила одноповерхову лікарню. Наступного, 1901 року він зробив низку перебудов, які значно змінили вигляд палацу: третій поверх було надбудовано до нормальної висоти, горище на третьому поверсі головного фасаду переобладнано під спальні, середню частину головного корпусу розширено вглиб двору, в церкві піднято стелю з хорами, збільшено приміщення їдальні та рекреаційної зали, збільшено вестибюль, головні сходи з чавуну замінили на кам'яні та перемістили до більш зручного місця. 1908 року за проєктом Єрмакова були надбудовані два поверхи над приміщенням лікарні (яка до цього була одноповерховою), у 1909 році дерев'яну підлогу замінили на паркетну, у 1910 році проведено електричне освітлення замість газового.

### XX століття
У 1917 році жіноче училище було розформовано. У січні 1918 році в Кловському палаці пройшов Український церковний собор.
У 1918—1920 роках в палаці розташовувалися шпиталі та різні військові частини, у 1920 році в приміщенні колишньої церкви влаштували клуб. Під час окупації Києва польським військом у травні-червні 1920 року будівля палацу зазнала значних пошкоджень. Палац почав потроху руйнуватися. Навесні 1924 року його почали розбирати на цеглу. Були розібрані бокові пізніші прибудови, але за приписом комісії у складі Федора Ернста, архітектора Павла Андреєва і виконавця громадських робіт Федора Олтаржевського розбирання було припинене. 1926 року комісія у складі інспектора Ф. Ернста, архітектора Д. Дяченка і представника Всеукраїнського Археологічного комітету при ВУАН К. Мощенка склала акт про стан будівлі, в якому підкреслювалося художнє і історичне значення будинку та вказувалося на необхідність реставрації. Проте в міському бюджеті не було коштів на реставрацію, тому голова окрвиконкому П. Любченко звернувся до Наркомату освіти, якому фактично належав Кловський палац як колишній освітній заклад, із запитом, чи є в Наркомату кошти на відновлення будинку протягом двох найближчих років, а якщо ні, то окрвиконком продовжить розбирання палацу. Одночасно було створено чергову комісію з п'яти осіб, зокрема К. Мощенка і Ф. Ернста, для прийняття остаточного рішення про долю Кловського палацу. Висновок був неоднозначним — троє членів комісії ухвалили можливість розбирання задля забезпечення роботою безробітних, а двоє (Мощенко і Ернст) категорично не погодилися і внесли в протокол окрему думку щодо Кловського палацу як пам'ятки всесоюзного значення. Останніх підтримав заступник наркома освіти Ряппо та завідучий Укрнаукою Яворський. Врешті-решт міська влада почала шукати шляхи збереження і відбудови пам'ятки архітектури. Протягом наступних чотирьох років йшли активні пошуки нових власників палацу, на який претендували кілька установ, проте жодна з них не мала грошей на реставрацію палацу, що потроху руйнувався.
У 1930 році новий власник знайшовся, ним став Інститут силікатної промисловості, який одразу після прийняття палацу почав його відбудову. З вересня 1931 року будинок уже експлуатувався, а повністю реставраційні роботи завершилися 1932 року. 1931 року обговорювалася можливість надбудови двох поверхів, проте експертна комісія не дала на це згоди. Інститут силікатної промисловості припинив свою діяльність у 1936 році, а в 1940 році в Кловському палаці розміщувалися Геологічне управління УРСР, фізико-хімічна лабораторія Укргеології та лабораторія Укрнафторозвідки.
Після Другої світової війни в Кловському палаці розміщувалося Міністерство геології УРСР.
У червні 1967 року Рада Міністрів УРСР прийняла постанову про створення музею «Україна у Великій Вітчизняній війні 1941-45 рр.» Для музею планувалося побудувати окреме приміщення, проте з невідомих причин ніяких дій не було проведено. 1973 року вийшла повторна постанова Ради Міністрів УРСР про створення музею і про відведення під музейні приміщення Кловського палацу. В палаці пройшли ремонтно-реставраційні роботи і 17 жовтня 1974 року в ньому відкрився Український державний музей історії Великої Вітчизняної війни 1941—1945 рр. Проте ще у 1971 році вийшла постанова про спорудження на березі Дніпра меморіального комплексу «Меморіал Слави», в рамках якого в 1977 році передбачалося відкриття Музею історії Великої Вітчизняної війни.
Наближалося святкування 1500-річчя Києва, тому в 1978 році постановою Ради Міністрів УРСР було ухвалено створення Музею історії Києва. 1981 року відкрився «Меморіал Слави», куди переїхав Національний музей історії України у Другій світовій війні, а Кловський палац розпорядженням Ради Міністрів УРСР було передано Музею історії Києва. 26 травня 1982 року відбулося урочисте відкриття.
У 1994—1996 Кабінет Міністрів України намагався передати Кловський палац для розміщення в ньому військової колегії та Верховного Суду. Довгий час йшла боротьба за палац, проте 31 липня 2003 року Київська міська рада передала Кловський палац з комунальної у державну власність. Музей історії Києва переїхав до Українського дому. Протягом 2003–2009 років було проведено реконструкцію для потреб Верховного Суду України, після якої фасад палацу зазнав змін, було втрачено самобутній інтер'єр і характерне планування приміщень.[джерело?] Вартість реконструкції становила 134 мільйони гривень. Керувала реконструкцією архітектор Тетяна Філіпова. З 2009 року в Кловському палаці розташований Верховний Суд.

## Архітектура
Кловський палац є одним з київських прикладів стилю бароко. С. Ковнір, який керував будівництвом, вніс у композицію та оформлення будівлі елементи української народної архітектури. В будівлі палацу видно риси переходу до нових архітектурних форм, які поширяться наприкінці XVIII століття.
Будинок зводився двоповерховим, у 1863 році надбудовано третій поверх. Будинок цегляний, в плані має форму букви «П». Стіни декоровані рустованими лопатками і пілястрами, вікна обрамлені лиштвами з напівкруглими і лучковими сандриками. Замість барокових фронтонів у композиції використані трикутні та лучкові.
Протягом свого існування Кловський палац зазнав низки реконструкцій. Згідно з першим документальним описом, що припадає на 1769 рік, палац був двоповерховим, кам'яним, вибіленим ззовні вапном. Залізна покрівля мала шість цегляних димарів. Підлога на першому поверсі була переважно цегляна, на другому — дерев'яна, стелі дощаті, нетиньковані. На нижньому поверсі — двоє прохідних сіней, з яких можна сходами піднятися на другий поверх, де розташований зал на чотири вікна, оббитий з підлоги по вікна панелями, стіни розписані «грубим живописом», на стелі — розмальований плафон. На фасаді та на тиловій стороні розташовані дерев'яні галереї: на фасаді — на чотирьох стовпах, по довжині сіней, з двору — по всій довжині будинку. Під будинком знаходився невеликий льох зі сходами. На подвір'ї було ще три дерев'яні будинки побутового призначення.
В описі палацу, складеному у 1810 році директором Першої київської гімназії, зазначається, що у головному корпусі будинку було не більше одинадцяти кімнат на першому поверсі і десяти — на другому. Після перебудови палацу під гімназію залишилося десять кімнат внизу та вісім кімнат з залою нагорі, бокові сіни та флігелі були перетворені на житло для вчителів та персоналу.